# Wapen van Deersum

Wapen van Deersum

Het wapen van Deersum is het dorpswapen van het Nederlandse dorp Deersum, in de Friese gemeente Súdwest-Fryslân. Het wapen werd in 1986 in de huidige vorm geregistreerd.

## Geschiedenis
Het wapen is ontleend aan de windwijzer op het koor van de Nicolaaskerk van Deersum. De kleurstelling is overgenomen van het wapen van Rauwerderhem, de gemeente waar Deersum eertijds deel van uitmaakte.

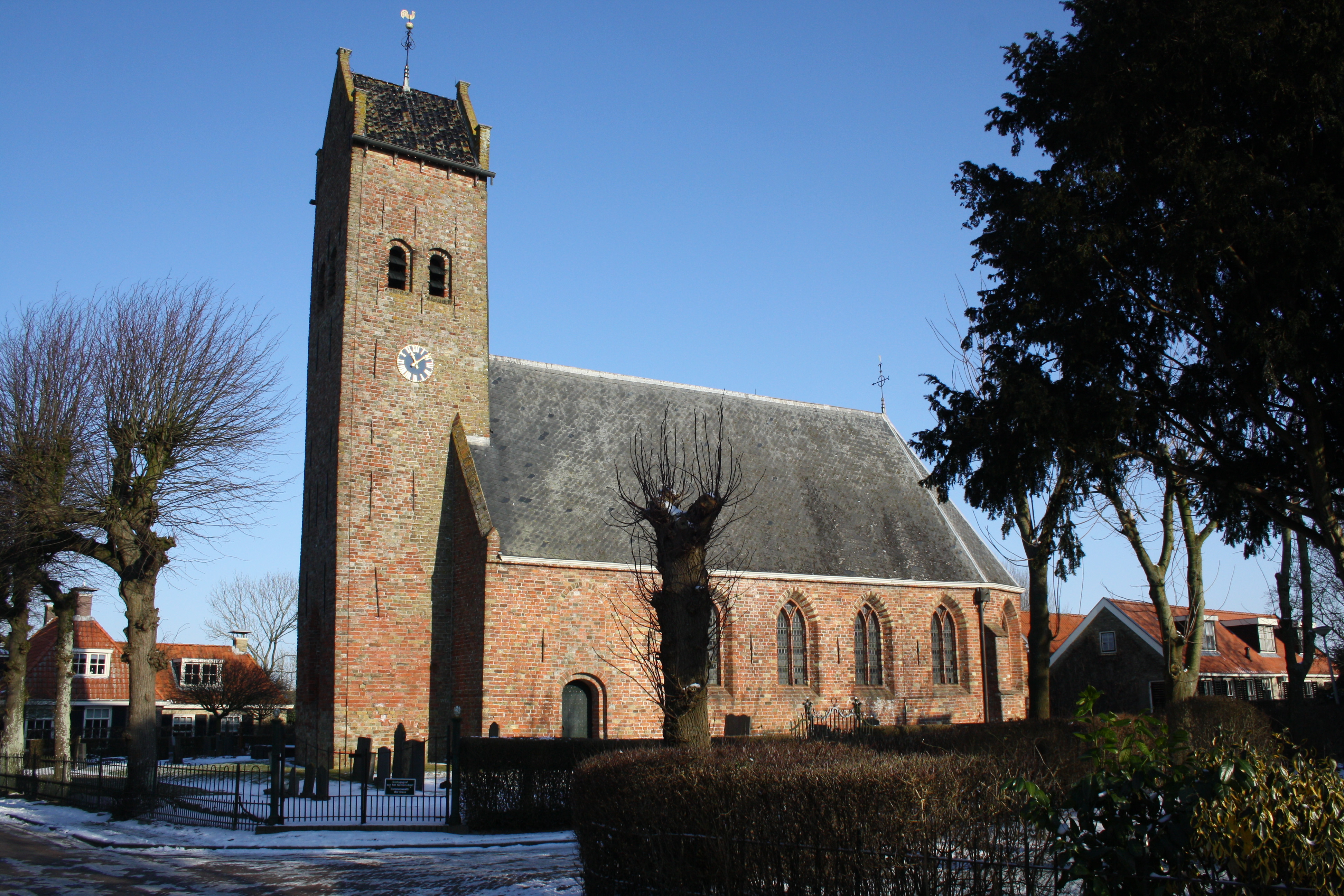
De hervormde kerk van Deersum.
Het wapen van Rauwerderhem.

## Beschrijving
De blazoenering van het wapen in het Fries luidt als volgt:
Yn read trije sulveren klaverblêden, pleatst twa-ien.
De Nederlandse vertaling luidt als volgt: 
In rood drie zilveren klaverbladen, geplaatst twee-een.
De heraldische kleuren zijn: keel (rood) en zilver (zilver).

## Zie ook

Vlag van Deersum